# Mehdy Metella
Mehdy Metella (ur. 17 lipca 1992 w Kajennie) – francuski pływak, specjalizujący się głównie w stylu motylkowym, medalista igrzysk olimpijskich i mistrzostw świata.

## Kariera pływacka
Brązowy medalista mistrzostw Europy na krótkim basenie z Chartres na dystansie 50 m stylem motylkowym. 3-krotny medalista igrzysk olimpijskich młodzieży. 6-krotny medalista mistrzostw Europy juniorów z Helsinek.
Na mistrzostwach świata w Kazaniu w 2015 roku zdobył dwa medale. Złoto wywalczył w sztafecie 4 x 100 m kraulem, a brąz w sztafecie zmiennej 4 x 100 m. Na dystansie 100 m stylem motylkowym poprawił rekord Francji i z czasem 51,24 s zajął piąte miejsce.
Rok później, podczas igrzysk olimpijskich w Rio de Janeiro wywalczył srebrny medal w sztafecie 4 × 100 m stylem dowolnym. W konkurencji 100 m stylem motylkowym z czasem 51,58 był szósty.
W 2017 roku na mistrzostwach świata w Budapeszcie z czasem 47,89 zdobył brązowy medal na dystansie 100 m stylem dowolnym. Na 100 m stylem motylkowym zajął ósme miejsce, uzyskawszy w finale czas 51,16.

## Życie prywatne
Jego starszą siostrą jest Malia Metella, francuska pływaczka i wicemistrzyni olimpijska z 2004 roku.